# Thyra

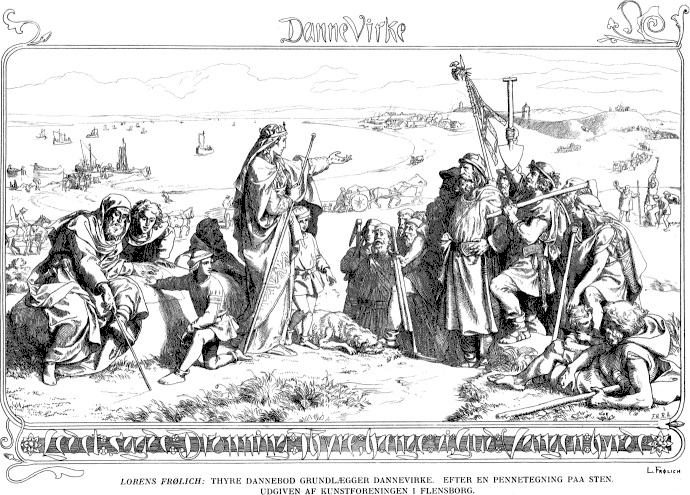
Impressió de Lorenz Frølich de Thyra Dannebod ordenant la fundació del Dannevirke

Thyra, també coneguda com a Thorvi o Thyre, va ser una reina danesa, cònjuge del rei Gorm el Vell de Dinamarca, el primer rei de Dinamarca històricament reconegut, que va regnar des del c. 936 fins a la seva mort c. 958.

## Fets històrics i incerteses
Gorm i Thyra eren els pares del rei Harald Bluetooth.Es creu que va dirigir un exèrcit contra els alemanys
Mentre que Gorm el Vell tenia sobrenoms menyspreables, la seva dona Thyra es coneixia com una dona de gran prudència. Saxo Grammaticus va escriure que Thyra va ser principalment responsable de la construcció del Danevirke a la frontera sud, però l'arqueologia ha demostrat que era molt més antic, i el paper de Thyra era ampliar-lo.
Thyra va morir abans que Gorm, que va aixecar una pedra commemorativa a Thyra a Jelling, que es refereix a ella com a "Orgull de Dinamarca" o "Ornament de Dinamarca" (danès antic: tanmarka però, danès modern: Dannebod). Gorm i Thyra van ser enterrats sota un dels dos grans túmuls de Jelling, i més tard es van traslladar a la primera església cristiana d'allà. Això es va confirmar quan l'any 1978 es va excavar una tomba que contenia les seves restes sota l'extrem est de l'església actual.

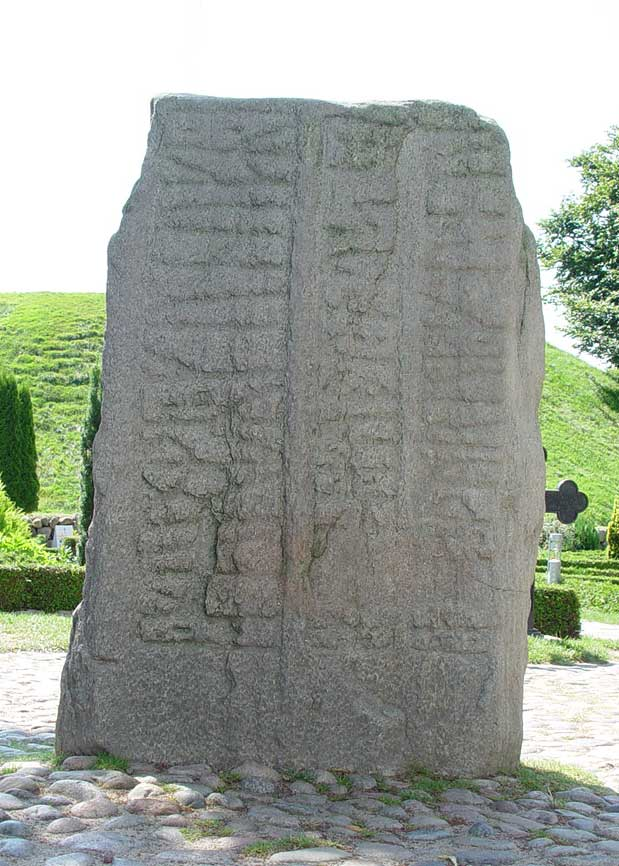
Pedra rúnica per a Thyra, part posterior

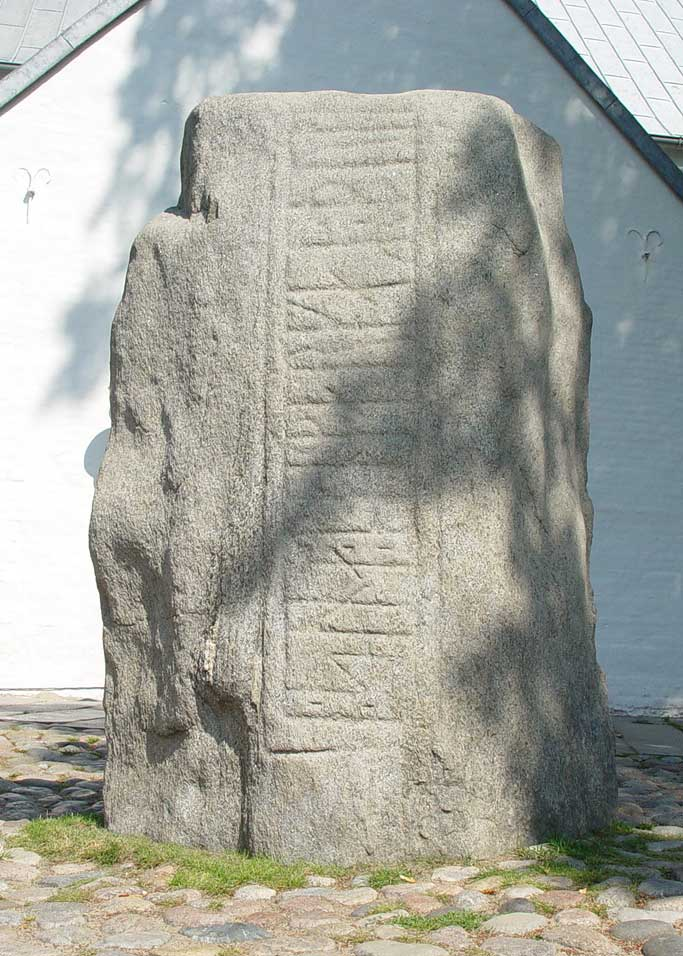
Pedra rúnica per a Thyra, cara frontal

Els relats de la filiació de Thyra són tardans, contradictoris i cronològicament dubtosos. Saxo anomena el seu pare com Ethelred, rei d'Anglaterra (normalment identificat amb Ethelred de Wessex), però la seva descripció del seu germà com Ethelstan suggereix que tenia la intenció d'Eduard el Vell, encara que no apareix cap filla a les llistes detallades dels fills d'Eduard que sobreviuen. La saga Jómsvíkinga i la Heimskringla de Snorri diuen que el seu pare era un rei o jarl de Jutlàndia o Holstein anomenat Harald Klak .
La tradició també diu que abans que Thyra acceptés casar-se amb Gorm, ella va insistir que ell construïs una casa nova i hi dormia les tres primeres nits d'hivern i li donés compte dels seus somnis aquelles nits. Els somnis es van explicar al banquet de noces i, tal com es va registrar, imiten els somnis que va tenir el faraó que van ser interpretats per Josep al Gènesi. En el primer somni, tres senglars blancs van sortir del mar, es van alimentar de l'herba i van tornar al mar. A la segona, tres senglars vermells van sortir del mar, i van fer el mateix. En el tercer somni, tres senglars negres amb grans ullals van fer el mateix, però quan van tornar al mar, es va sentir una ràfega tan forta de les onades que tornaven a terra que el soroll es va sentir per tota Dinamarca.
La interpretació de Thyra va ser que els tres senglars blancs representaven tres hiverns molt freds i nevats que matarien "tots els fruits de la terra". Els senglars vermells significaven que a continuació hi hauria tres hiverns suaus, mentre que els senglars negres amb ullals indicaven que hi hauria guerres a la terra. El fet que tots tornessin al mar demostrava que el seu efecte no seria de llarga durada. El fort soroll quan les onades del mar retrocedien a les costes daneses va significar que "homes poderosos vindrien a la terra amb grans guerres, i molts dels seus parents hi participarien". Va dir que si hagués somiat amb els senglars negres i les onades la primera nit, no s'hauria casat amb ell, però que ara, com que estaria disponible per donar-li consells, hi hauria pocs danys per les guerres.
L'asteroide